# Markteinkommenstheorie
Die Markteinkommenstheorie ist eine finanzwissenschaftliche Einkommenstheorie.
Die 1979 von Hans Georg Ruppe entwickelte Markteinkommenstheorie erklärt den steuerlichen Einkommensbegriff als „Ergebnis einer entgeltlichen Verwertung von Leistungen (Wirtschaftsgütern oder Dienstleistungen) am Markt“. Gebräuchlich ist auch die Formulierung von der „Teilnahme des Einkommensempfängers an der Bildung des Sozialprodukts“ oder von der „Nutzung der von der Rechtsgemeinschaft eröffneten Märkte“. 
Einkommen soll nur der im Rahmen einer auf Gewinn gerichteten Erwerbstätigkeit erwirtschaftete Vermögenszuwachs sein. Damit ist die Einkommensdefinition der Markteinkommenstheorie weiter und einfacher bestimmbar als die der Quellentheorie. Im Unterschied zur Reinvermögenszugangstheorie schließt sie den nicht am Markt erwirtschafteten Vermögenszuwachs aus, zum Beispiel den durch Schenkung, Erbschaft, Lottogewinn oder staatliche Transferleistungen erzielten Vermögenszuwachs.